# Лансере Микола Євгенович
Микола Євгенович Лансере (14 [26] квітня 1879, Санкт-Петербург, Російська імперія — 6 травня 1942, Саратов, СРСР) — російський та радянський архітектор, художник, мистецтвознавець, професор Петербурзької академії мистецтв. Член товариства «Світ мистецтва».

## Біографія

### Ранні роки
Микола Лансере народився 26 квітня 1879 року в Санкт-Петербурзі. Родовід Миколи Лансере походить від видатної династії скульпторів, архітекторів і художників Бенуа-Лансере. Батько, Євген Олександрович Лансере — відомий скульптор-анімаліст. Мати, Катерина Миколаївна Бенуа–Лансере — займалася графікою та живописом. Рідний дід Микола Бенуа — відомий архітектор, академік і професор архітектури Імператорської академії мистецтв. Брат Євген Євгенович Лансере (1875—1946) — визнаний графік і живописець, сестра Зінаїда Євгенівна (Лансере) Серебрякова (1884—1967) — видатна художниця.
Батько помер, коли Миколі було шість років. Разом із своїми п'ятьма братами і сестрами дитинство провів у родинному маєтку в Нескучне Харківської губернії та в будинку родини Бенуа в Санкт-Петербурзі. Микола Лансере навчався в Другій Петербурзькій гімназії й 1898 року вступив до Вищого художнього училища при Імператорській Академії мистецтв. Саме тоді його дядько, Леонтій Миколайович Бенуа, очолював архітектурний відділ. Микола Лансере закінчив Академію 1904 року.

### Дореволюційні роки
1897 року й 1902 року мандрував країнами Європи, де вивчав різні архітектурні стилі. Від 1898 — член художнього товариства «Світ мистецтвава». 1903 року Микола Лансере, разом із Володимиром Щуко, перебував у творчому відрядженні вивчаючи регіони Пскова й Новгорода. 1907 року в журналі «Світ мистецтва» вийшла праця Миколи Лансере «Вандалізм у Новгородській та Псковській губерніях». Працював архітектором у Москві й реставратором у Санкт-Петербурзі. Згодом провів дослідження й написав твір «Царське село під час правління Єлизавети».
1918—1920 рр. мешкав у містах Анапа й Нахічевань-на-Дону.

### Перший та другий арешти
1920 року Миколу Євгеновича заарештували на короткий термін більшовики в Петрограді.
Від 1922 року він працював хранителем Державного російського музею. Одночасно, з 1908 року викладав у закладах вищої освіти Санкт-Петербурга (Ленінграда). 1927 року отримав звання професор.
2 березня 1931 року Миколу Лансере заарештували вдруге. 19 січня 1932 року його засудили Колегією ОДПУ за статею 58, ч. 6 і 11 Кримінального кодексу РРФСР «шпигунство на користь Франції». Розстріл змінили на 10 років ув'язнення. Саме тоді Микола Лансере працював в Особливому конструкторсько-технічне бюро (ОКТБ-12), що розташовувався у в'язниці ОДПУ на вулиці Воїнова. Був достроково звільнений 2 серпня 1935 року.

### Третій арешт
Миколу Лансере знову заарештували 11 червня 1938 року (за іншими даними 22 травня 1938 року) в Оранієнбаумі й засудили 26 червня 1939 року до 5 років ув'язнення за шпигунство. Миколу Євгеновича направили до пересильного пункту Котлас, де влітку 1939 року неофіційно зустрічався з сином Олексієм (червень) і дружиною (серпень). Від січня до червня 1940 року знаходився у Воркутлаге.
У серпні 1940 року був етапований до Москви для перегляду справи, а в червні 1941 року Миколу Євгеновича відправили до Саратова.
5 травня 1942 року Микола Євгенович Лансере помер у тюремній лікарні в Саратові. Там же похований на тюремному цвинтарі. 5 листопада 1957 року його реабілітували посмертно.

## Родина
Дружина — Олена Казимирівна Лансере (уроджена Подсендковська, 1885—1974), діти — Наталія Миколаївна Лансере (1910—1998, архітектор; зберігала, систематизувала та підготувала до друку архівні матеріали батька) й Олексій Миколайович Лансере (1916—2004, архітектор).

## Вибрані архітектурні проєкти
В архітектурних творах застосовував стильові форми неокласицизму, давньоруського зодчества, бароко, англійської готики, маньєризму, палладіанства, модерну та конструктивізму.

### Санкт-Петербург
- 1909 — пам'ятник Петру I на проспекті Малий Сампсоніївський. Скульптор — Марко Антокольський. 2003 року на цьому місці встановлено копію пам'ятника.
- 1909 — брав участь у побудові каплиці, огорожі й паперті Сампсоніївського собору під керівництвом Андрія Аплаксина.
- 1911—1913 — надгробний пам'ятник Сергію Боткіну в Некрополі майстрів мистецтв, Олександро-Невська лавра.
- 1913 — метеорологічний павільйон на Малій Конюшній (Єлагінський острів). Скульптор Василь Кузнецов (відновлений 1997).
- 1913—1914 — особняк Маргарити Новинської й Варвари Засецької на Пісочній набережній, 10.
- 1914—1916 — особняк Безакових (Федора Миколайовича, Миколи Миколайовича, Олександра Миколайовича) на вулиці Чайковського, 43. Будівля спроєктована спільно з Миколою Лукницьким і добудована в 1929—1930 рр.
- 1914—1915 — фасад Школи народного мистецтва на розі набережної річки Мойки й набережної каналу Грибоєдова, 2. Автор Інокентій Безпалов.
- 1923 — квартира О. Пушкіна на Мойці
- 1925 — один із творців експозиції Літнього палацу Петра І.
- 1929—1931 — адміністративні і цехові корпуси заводу точного машинобудування.
- 1930 — житлові будинки для співробітників ГПУ на розі вул. І. Воїнова (нині Шпалерна) і проспекту М. Чернишевського в Ленінграді.
- 1930 — адміністративний будинок Ленінградського ОГПУ на Литейному проспекті.
- 1931—1932 — проєкти фасадів адміністративної будівлі (ОДПУ) на розі Шпалерної вулиці і Ливарного проспекту, 4 в Ленінграді.
- 1931—1935 — реконструкція Кінногвардійського манежу під гараж ОДПУ
- 1931—1935 — внутрішнє оздоблення урядової дачі на Кам'яному острові (15 кімнат і ескізи меблів)
- 1934—1937 — житловий будинок працівників Інституту експериментальної медицини на Кам'яноострівському проспекті, 69.

### Інші міста
- 1907 — проєкт Єпархіального жіночого училища в м. Курськ, разом з Олександром Таманяном.
- 1907 — реконструкція будинку Є. Глушкова в Царському Селі (нині м. Пушкін Санкт-Петербурзької міськради).
- 1910 — пам'ятник Петру І у м. Лодейне Поле, нині Ленінградської області.
- 1913—1914 — інтер'єри особняка В. Кочубея в Царському Селі.
- 1919 — будівля вокзалу в м. Новочеркаськ, нині Ростовської області.
- 1920 — Народний дім у м. Азов, нині Ростовська обл.
- 1920 — інтер'єри урядових дач поблизу м. Валдай й Москви.
- 1920 — проєкт залу засідань і кабінету голови Раднаргоспу в Кремлі.
- 1920 — оздоблення пасажирських приміщень кількох суден-рефрежираторів лінії Ленінград–Лондон.
- 1922—1923 — планування м. Грозного (нині Чеченська Республіка).
- 1924—1925 — Палац культури в Ростові-на-Дону, разом з О. Дмитрієвим.
- 1928 — пансіонат і будинок Юрія Осмоловського на курорті «Ястребина гора» поблизу м. Данциґ, нині Ґданськ, Польща.
- 1929 — отримав 13-у премію (з 453-х представлених проєктів) у міжнародному конкурсі на маяк-пам'ятник Христофору Колумбу у Сан-Домінґо.
- 1930 — житлові будинки для співробітників ГПУ на Пирогівській набережній в Москві.
- 1930 — будинок відпочинку ГПУ в м. Сочі.
- 1931—1935 — оздоблення кабінетів Наркома внутрішніх справ і зали засідань Московського кремля.
- 1931—1935 — архітектурні проєкти будівлі гарячого цеху алюмінієвого заводу у Волховстрої (нині — місто Волхов).
- 1931—1935 — проєкт будинку відпочинку ГПУ в Хості.
- 1934—1937 — комплекс будівель Всесоюзного інституту експериментальної медицини в Москві, у складі авторського колективу.
- 1931—1935 — проєкти оздоблення інтер'єрів пароплава «Севастополь», яхти і катери серії «Г4» верфі НКВС за замовленням Центрального Комітету компартії Абхазії
- садиба брата в с. Усть-Хрестище Тимского повіту (нині — с. Хрестище Радянського району Курської області).

### Проєкти в Україні
- 1915—1917 — вілла П. Рігера в Ланжероні поблизу Одеси.
- 1930 — брав участь у розробці проєкту «Театр масової музичної дії» для 4 тис. осіб у Харкові (разом з О. Ізосимовим; це був наймасштабніший помисл в історії радянської архітектури, але конкурс не був реалізований).

## Інша діяльність
Микола Євгенович автор графічних малюнків, ілюстрував книжки.
Збережені акварелі:
- «Берег моря» — 1908; розмір 30х38,3 см; приватна колекція, Москва
- «Нахічевань» — 1920; розмір 31,1х47,3 см; приватна колекція, Москва
- «Церква в Нахічевань-на-Дону» — 1920; розмір 45,5x58,5 см; приватна колекція, Москва
- «Снопи. Затуленьє» — 1937, розмір 20 х 29 см; приватна колекція, Москва
- «Затуленьє. Річка Оредеж (у бік Перечина)» —1936, розмір 24,4х29,2 см; приватна колекція, Москва
- «На озері» — 1937, розмір 24,3х34,5 см; приватна колекція, Москва
- «Ростов Великий» — 1930; бумага, акварель, графітний олівець; розмір 21,6х30,9 см; приватна колекція, Москва
- Серія із зображенням пам'яток Санкт-Петербурга та його околиць: «Гатчина» — 1924; «Пушкіно» — 1926; «Петергоф» — 1929

Збережено декілька малюнків із тюремного життя.

## Літературні твори
- Будівництво палаців імператора Миколи І (рос. Дворцовое строительство императора Николая І) // «Старые годы». Вересень, 1913; співавторство.
- Архітектура й сади Гатчини (рос. Архитектура и сады Гатчины) // «Старые годы». Липень—вересень, 1914.
- Головне адміралтейство й короткий нарис його створення (рос. Главное адмиралтейство и краткий очерк его создания). Ленінград, 1926.
- Фонтанний дім (побудова й реконструкція) (рос. Фонтанный дом (постройка и переделка) // Західно історично-побутовий відділ Державного російського музею. Ленінград, 1928. Т. 1.
- Літній палац Петра І. (рос. Летний дворец Петра І). Ленінград, 1929.
- Лансере Н., Вейнер П., Трубников А., Казнаков С., Пенэ Г. Гатчина при Павле Петровиче, цесаревиче и императоре. — СПб.: Лига, 1995. — 352 с. — (Мраморная серия). — 10 000 экз. — ISBN 5-88663-002-3.
- Лансере Н. Е. Винченцо Бренна. — СПб.: Коло, 2006. — 288 с. — 1500 экз. — ISBN 5-901841-34-4.